# Amber Dawn

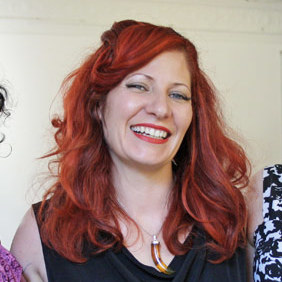
Amber Dawn

Amber Dawn (* 1974 in Crystal Beach, Fort Erie) ist eine kanadische Schriftstellerin, Filmschaffende, Performancekünstlerin und queer-feministische Aktivistin.

## Leben
Dawn wurde 1974 in Crystal Beach geboren. Ihre Eltern, aus New York stammende Hippies, hatten die USA 1969 verlassen, damit der Vater nicht zum Wehrdienst eingezogen werden konnte. Nachdem Dawn 1992 die High School in Fort Erie beendet hatte, war sie mehrere Jahre lang in Vancouver als Sexarbeiterin tätig. 1995 wurde sie Mitglied eines feministischen Anti-Gewalt-Kollektivs. Währenddessen studierte sie an der University of British Columbia Liberal Arts und erlangte nach acht Jahren einen Master of Fine Arts in kreativem Schreiben.
Sie wurde Mitglied des Change the [Criminal] Code Committee, das gegen die Kriminalisierung der Prostitution anging. Mit dem Miss Nomer Collective schrieb und drehte sie Girl on Girl: A Documentary ein „genderfuck Doku-Porno“, der 2004 beim Vancouver Queer Film Festival mit dem Zed People’s Choice Short Film Award ausgezeichnet wurde. Zwischen 2004 und 2008 tourte sie vier Mal mit der aktivistischen Performancegruppe Sex Workers’ Art Show durch die USA. Ihr Engagement wurde u. a. 2008 mit dem Hero of the Year Award des Xtra! West-Magazins (Vancouver) gewürdigt. 2005 gab Dawn mit Trish Kelly die Kurzgeschichtensammlung With A Rough Tongue: Femmes Write Porn heraus. Von 2008 bis 2012 war sie die Programmdirektorin des Vancouver Queer Film Festival. 2009 gab Dawn die Anthologie Fist of the Spider Woman: Tales of Fear and Queer Desire heraus.
2010 erschien ihr Debütroman Sub Rosa, für den sie bei den 23. Lambda Literary Awards mit dem Lesbian Debut Fiction Preis ausgezeichnet wurde.
Ihr autobiographisches How Poetry Saved My Life: A Hustler’s Memoir (2013) ist eine Mischung aus Essay und Lyrik über Sexarbeit, Aktivismus, Kunst und das gewaltsame Umfeld in Vancouver’s Downtown East Side. Dabei vermeidet Dawn lineare Erzählstrukturen ebenso wie reißerische oder mitleidsheischende Klischees. How Poetry Saved My Life wurde 2013 mit dem City of Vancouver Book Award ausgezeichnet.
Seit 2013 unterrichtet sie Kreatives Schreiben am Douglas College in New Westminster. Darüber hinaus unterrichtet sie an der University of British Columbia und als freiwillige Mentorin in verschiedenen kommunalen Kunst- und Rehabilitationseinrichtungen. 2015 erschien ihr erster Gedichtband Where The Words End And My Body Begins. Die Gedichte sind nach dem Vorbild der spanischen Glosa gestaltet, eine Gedichtform aus dem späten 14. Jahrhundert, bei der die erste Strophe und „der letzte Vers jeder Strophe […] aus der Quartine eines anderen Dichters“ stammt. Diese von Patricia Kathleen Page in Kanada bekannt gemachte Methode, mit anderen Dichtern in Dialog zu treten und ihnen Respekt zu zollen, wendet Dawn auf Dichterinnen aus dem „queeren, gender-kreativen, feministischen, und/oder Überlebenden-Spektrum“ an.

## Werke (Auswahl)
Romane
- Sub Rosa. Arsenal Plup Press, 2010, ISBN 978-1-55152-361-3.
- How Poetry Saved My Life: A Hustler’s Memoir. Arsenal Plup Press, 2013, ISBN 978-1-55152-500-6.

Lyrik
- Where The Words End And My Body Begins. Arsenal Plup Press, 2015, ISBN 978-1-55152-583-9.

Essay
- "Does a Lesbian Need a Vagina Like a Fish Needs a Bicycle? Or, Would the ‘Real’ Lesbian Please Stand Up!", in: Canadian Woman Studies 24/2 (2005) S. 92–101.

Anthologien
- Trish Kelly und Amber Dawn (Hrsg.), With A Rough Tongue: Femmes Write Porn Arsenal Plup Press, 2005, ISBN 978-1-55152-193-0.
- Amber Dawn (Hrsg.), Fist of the Spider Woman: Tales of Fear and Queer Desire. Arsenal Plup Press, 2009, ISBN 978-1-55152-251-7.

## Film
- Girl on Girl: A Documentary (2004)

## Auszeichnungen (Auswahl)
- 2004 Zed People’s Choice Short Film Award für Girl on Girl: A Documentary (Miss Nomer Collective)
- 2008 Hero of the Year award
- 2011 Lambda Literary Award for Lesbian Debut Fiction für Sub Rosa
- 2012 Dayne Ogilvie Prize[12]
- 2013 City of Vancouver Book Award für How Poetry Saved My Life: A Hustler’s Memoir